# Typhlops malcolmi
Typhlops malcolmi este o specie de șerpi din genul Typhlops, familia Typhlopidae, descrisă de Taylor 1947. Conform Catalogue of Life specia Typhlops malcolmi nu are subspecii cunoscute.